# Stazione di Carmignano
La stazione di Carmignano è una fermata ferroviaria dismessa posta sulla Ferrovia Leopolda, al servizio del comune omonimo.
La fermata era provvista soltanto di un doppio binario.

## Storia
La stazione ha avuto una grande funzione logistica negli anni in cui era in funzione la polveriera NOBEL adiacente.
Successivamente, è caduta in lento declino, e negli ultimi tempi è stata declassata a fermata fino alla dismissione avvenuta il 9 dicembre 2002.
Dal 1992 fino alla dismissione, è stata l'unica fermata della ferrovia Leopolda situata nella appena istituita provincia di Prato.

## Galleria d'immagini

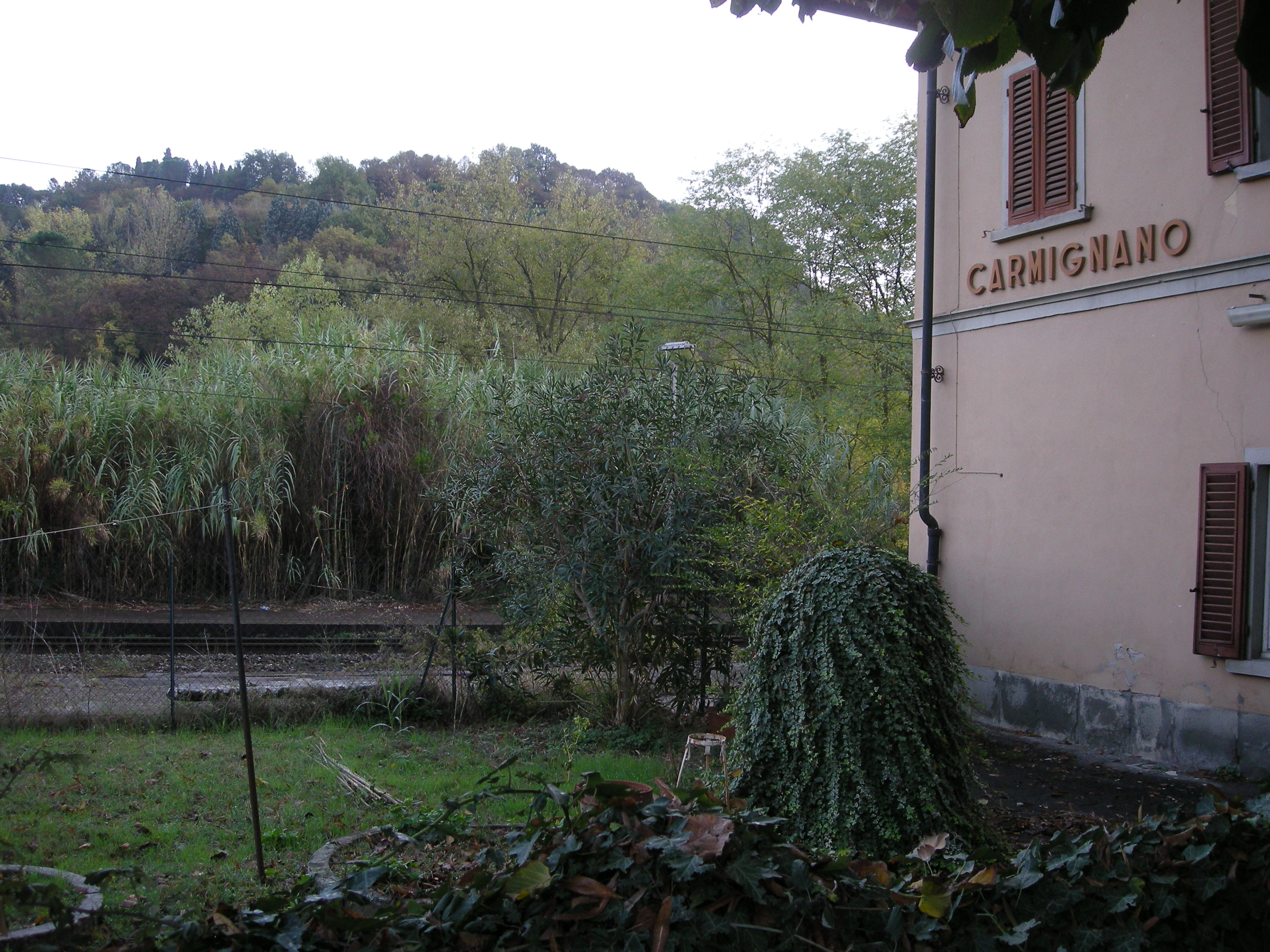
I binari
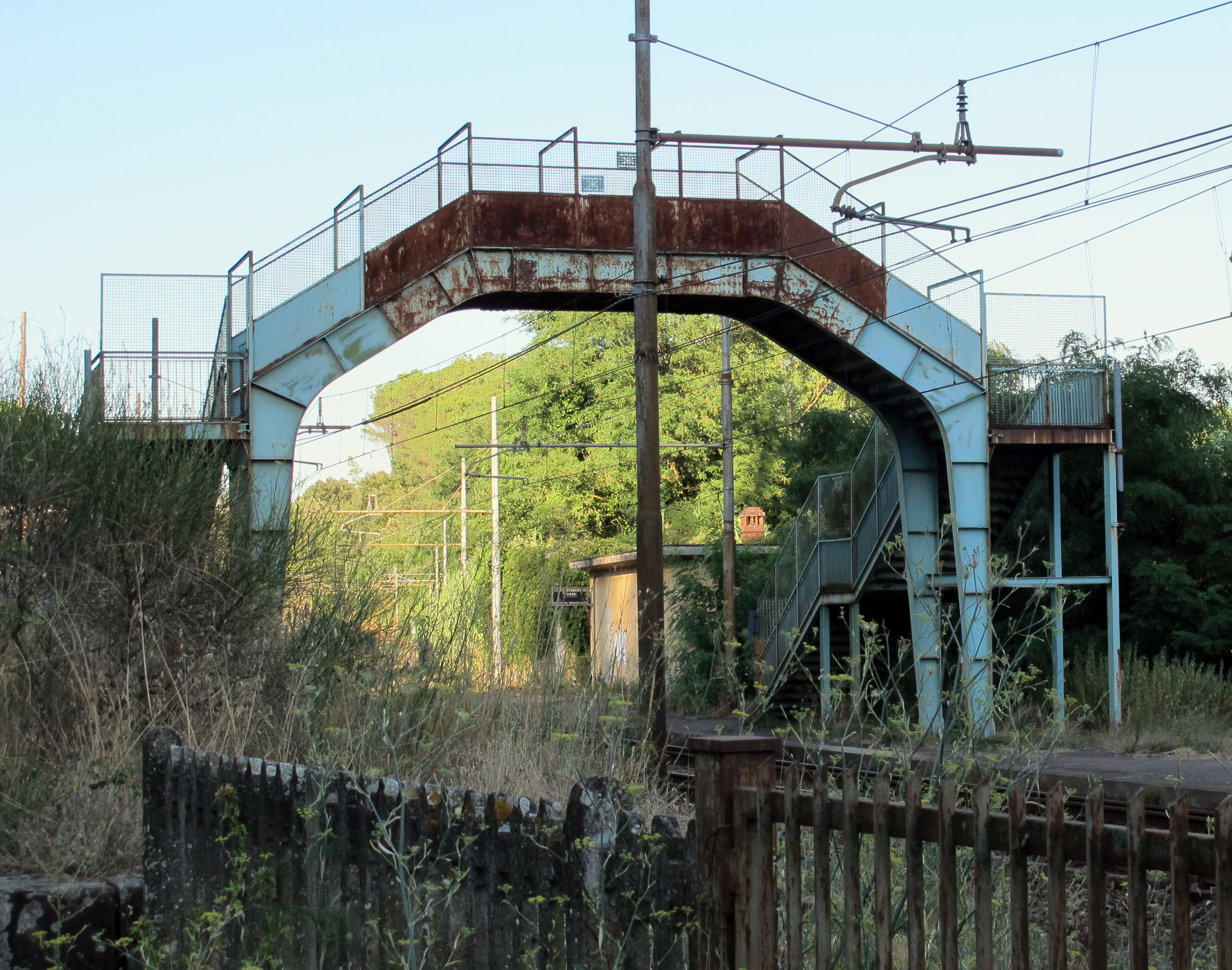
L'attraversamento binari
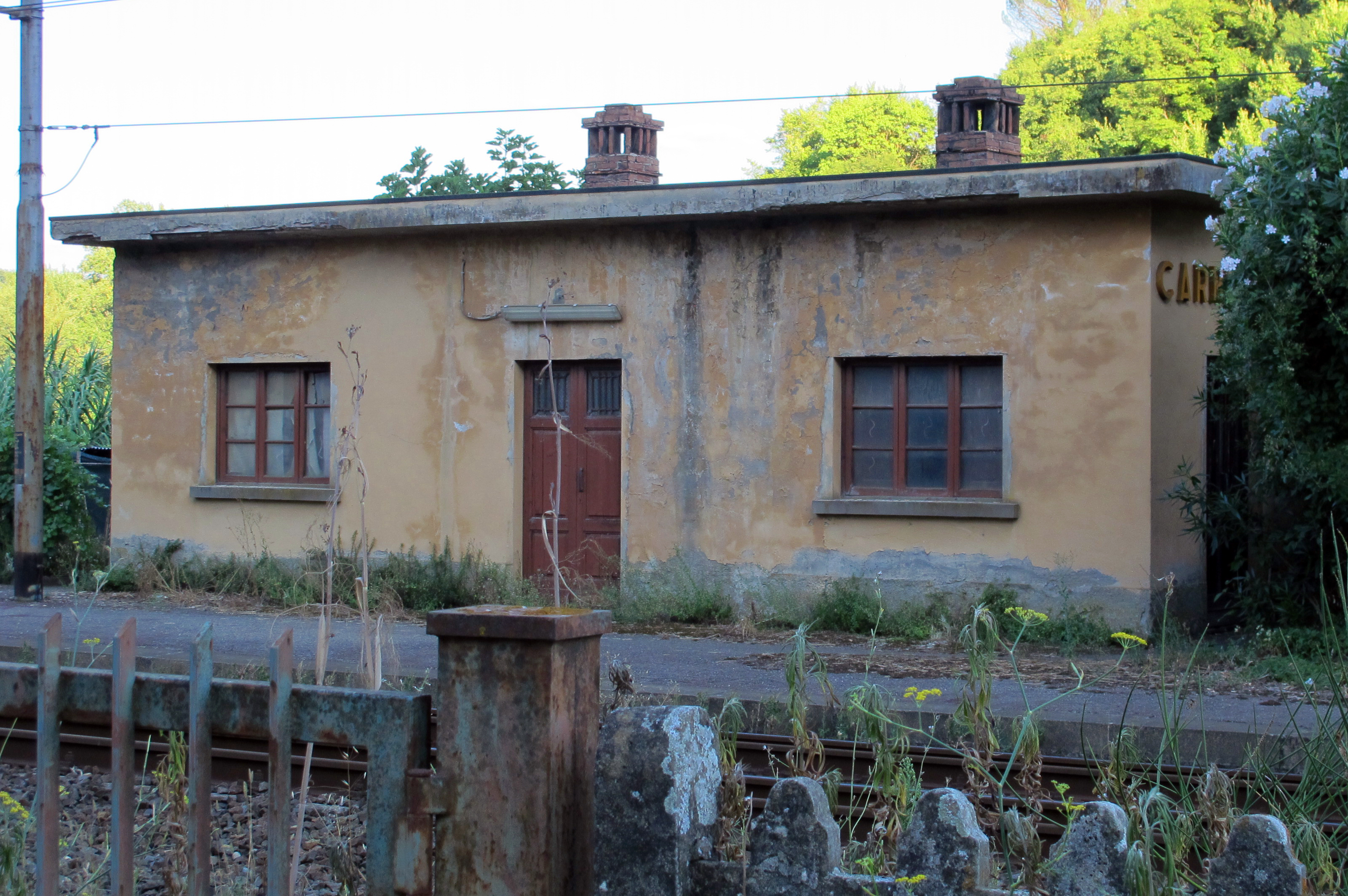
Edificio di servizio